# Любовь случается
«Любовь случается» (англ. Love Happens) — романтическая драма 2009 года с Дженнифер Энистон и Аароном Экхартом о том, как после смерти близкого человека найти в себе силы жить дальше.

## Сюжет
Три года назад супруги Райан попали в аварию. Муж уцелел, жена погибла мгновенно.
Бёрк Райан сумел пережить потерю и найти в жизни новый смысл — теперь он, в свою очередь, помогает людям справиться со своим горем, вернуться к жизни. Он написал об этом книгу, ставшую бестселлером, его семинары по всей стране собирают сотни участников. Лэйн, его агент, деловой партнёр и ближайший друг, ведёт переговоры и заключает контракты на переиздание книги, съёмки телепередач, выпуск CD-дисков.
Очень неохотно приехав на очередной семинар на родину покойной жены, в Сиэтл, Бёрк сталкивается в гостинице с девушкой-флористом. Возникающая взаимная симпатия, их постепенно теплеющие отношения неожиданно приводят его к пониманию того, что он, оказывается, всё это время лгал — и своим слушателям, и, прежде всего, самому себе. Он так и не смог преодолеть своё горе, простить себе гибель жены. Райан по-прежнему переполнен страхами, он боится летать, он никогда не войдёт в лифт. Все его тексты, выступления, советы, помощь другим — всё это всего лишь попытки помочь себе. И эти безнадёжные попытки были, оказывается, совершенно безрезультатными. Пока он не встретил Элоизу.
Жизнь жестока, но милосердна. И если жизнь отняла у тебя твою любовь — она же и подарит тебе новую надежду.

## В ролях
- Дженнифер Энистон — Элоиза Чендлер
- Аарон Экхарт — Бёрк Райан
- Дэн Фоглер — Лэйн, агент Бёрка
- Саша Александр — Джессика
- Мартин Шин — отец покойной жены Райана
- Джуди Грир — Марти, продавщица в цветочном магазине Элоизы
- Джон Кэрролл Линч — Уолтер, один из участников семинара Бёрка
- Мишель Харрисон — Синтия
- Фрэнсис Конрой — мама Элоизы

## Интересные факты
- Джон Кэрролл Линч снимался вместе с Дженнифер Энистон в драме «Хорошая девочка»
- Первоначально фильм хотели назвать «Путешествие», но после решили переименовать его в «Любовь случается»